# Río Damas
Río Damas är ett vattendrag i Chile.   Det ligger i regionen Región de Los Lagos, i den södra delen av landet, 800 km söder om huvudstaden Santiago de Chile.
I omgivningarna runt Río Damas växer huvudsakligen savannskog. Runt Río Damas är det ganska tätbefolkat, med 116 invånare per kvadratkilometer.